# Шаровка (Луганская область)
Шаро́вка (укр. Шарівка) — село, относится к Белокуракинскому району Луганской области Украины.
Население по переписи 2001 года составляло 572 человека. Почтовый индекс — 92210. Телефонный код — 6462. Занимает площадь 3,919 км². Код КОАТУУ — 4420988801.

## Местный совет
92210, Луганська обл., Білокуракинський р-н, с. Шарівка  (укр.)